# Eldorado (album d'Electric Light Orchestra)
Pour les articles homonymes, voir Eldorado (homonymie).
Albums de Electric Light Orchestra
The Night the Light Went On (In Long Beach)
(1974) Face the Music
(1975)
Eldorado est le quatrième album studio d'Electric Light Orchestra, sorti en 1974.
C'est le premier album d'ELO sur lequel apparaît un véritable orchestre classique ; le groupe se contentait jusqu'alors d'overdubber les instruments de ses membres. L'orchestre est dirigé par Louis Clark, qui collabore par la suite avec le groupe jusqu'à sa dissolution, en 1986.
Le bassiste Mike de Albuquerque quitte ELO durant l'enregistrement de l'album ; il est remplacé par Kelly Groucutt sur la tournée qui s'ensuit. Entre-temps, c'est Jeff Lynne qui termine d'enregistrer les parties de basse pour l'album.
Le premier single tiré d'Eldorado, Can't Get It Out of My Head, constitue la première entrée d'ELO dans le Top 10 aux États-Unis, atteignant la 9e place. L'album lui-même se classe 16e.

## Titres
Toutes les chansons sont écrites et composées par Jeff Lynne.
| 1.    | Eldorado Overture           | 2:12 |
| 2.    | Can't Get It Out of My Head | 4:21 |
| 3.    | Boy Blue                    | 5:18 |
| 4.    | Laredo Tornado              | 5:29 |
| 5.    | Poor Boy (The Greenwood)    | 2:57 |
| 6.    | Mister Kingdom              | 5:29 |
| 7.    | Nobody's Child              | 3:56 |
| 8.    | Illusions in G Major        | 2:37 |
| 9.    | Eldorado                    | 5:17 |
| 10.   | Eldorado Finale             | 1:34 |
| 38:42 |                             |      |

## Musiciens
- Jeff Lynne : chant, guitares, basse, claviers, arrangements
- Bev Bevan : batterie, percussions
- Richard Tandy : piano, Moog, guitare, chœurs, arrangements
- Mike de Albuquerque : basse
- Mik Kaminski : violon
- Hugh McDowell : violoncelle
- Mike Edwards : violoncelle